# Syngnathus springeri
Syngnathus springeri — вид морських іглиць, що мешкає в західній частині Атлантичного океану від Канади до Північної Кароліни (США), Багам, північно-східної Мексиканської затоки і Панами. Морська субтропічна рифова риба, що сягає 38 см довжиною.